# Pholcophora maria
Pholcophora maria is een spinnensoort uit de familie trilspinnen (Pholcidae). De soort komt voor in Mexico.